# 尾花沢病院
尾花沢病院（おばなざわびょういん）は、山形県尾花沢市にある医療機関。

## 概要
医療法人の敬愛会によって運営されている医療機関である。山形県道120号東根尾花沢線沿いにあり、尾花沢市の南部に位置する。

## 沿革
- 1991年（平成3年）4月 - 開院。

## 診療科
- 内科
- 消化器科
- 心療内科
- 精神科
- 神経内科

## その他
特殊外来として内分泌外来、思春期外来、ストレス外来、認知症予防外来も行っている。又、医療福祉相談、心理相談、認知症疾患相談、栄養相談、薬剤相談を地域医療活動として行っている。無料の駐車場は台数70台収容。

## 周辺
- みちのく風土記の丘資料館
- 国道13号
- 板橋沼